# Статистически графики
Статистическите графики са различни техники за графично визуализиране на количествени статистически данни. Въпреки че статистическите процедури и анализът на данни като цяло извеждат резултатите си в числова или таблична форма, различни графични техники позволяват тези резултати да се изобразяват картинно и така по-ясно да открояват различни зависимости и тенденции. Такива графични техники включват чертежи в координатната система като точкови диаграми (още: диаграми на разсейването, scatter plot), хистограми, вероятностни диаграми, боксплот диаграми (още: диаграми тип „кутия“, box plot)), блокплот диаграми (block plot), биплот диаграми (biplot), кръгови диаграми (pie chart), стълбови диаграми (bar chart), радарни диаграми (radar chart).
Освен за изобразяване на резултати, такива графики могат да дадат предварителна представа за множеството данни, подпомагайки така тестовите хипотези, избора на модел, идентификацията на взаимовръзките, откриването на статистически нетипичности (outliers) и други. Въпреки че едни и същи данни могат да бъдат визуализирани чрез различни техники, подходящо подбраната графична техника може да бъде по-убедителна при представянето на данните и на съдържащите се в тях изводи и послания.
Статистическите графики обслужват четири цели:
- Изучаване съдържанието на множеството от данни;
- Приложение при откриване на структура в данните;
- Проверка на хипотези със статистически модели;
- Комуникиране на резултатите от анализа.

## История
Статистическите графики са били от ключово значение за развитието на науката и датират от най-ранните опити да се анализират данни. Много от разпространените видове, включително фонови карти, стълбови диаграми, и диаграми в координатната система са използвани през 18 век. Статистическите графики се развиват, благодарение на интереса за решаване на проблеми в четири по-конкретни направления:
- Пространствена организация (17-и и 18 век);
- Дискретни разпределения (18-и и 19 век);
- Непрекъснати разпределения (19 век);
- Многовариантни разпределения и корелация (края на 19-и и 20 век).

От 1970-те години, благодарение на напредъка на компютърната графика и свързани с нея технологии, статистическите графики се завръщат като важен инструмент в анализа на данни.

## Известни примери
Някои от известните ранни примери за употреба на статистически графики са следните:
- Уилям Плейфеър създава първите прототипи на линейната, стълбовата, кръговата и площната диаграми. През 1786 година той публикува добре известна диаграма, онагледяваща развитието на вноса и износа на Англия във вид на времева серия.[4]
- Флорънс Найтингейл използва статистически графики за да убеди британското правителство да подобри хигиената в армията. [5]
- Джон Сноу прави статистически карти на заболелите от холера в Лондон през 1854 година с цел установяване източника на болестта. [6] и
- Чарлз Джоузеф Майнърд прави голямо портфолио от карти, от които най-известна е кампанията на Наполеон в Русия. [7]